# Zsigmond Bubics
Zsigmond Bubics fut évêque de Košice du 30 mai 1887 à octobre 1906. À cette époque, la ville de Košice était une partie de l'Empire austro-hongrois. Bubics utilisait toutes les opportunités pour célébrer et renforcer l'identité hongroise. Pour cette raison, dans sa position, il ordonna que l'on chante en hongrois dans les églises et lutta contre le panslavisme.
L'évêque Bubics s'opposa à la liberté de religion. En tant qu'historien de l'art, il a été membre correspondant de l'Académie hongroise des sciences à partir de 1893 et membre honoraire à partir de 1900.

## Biographie

### Jeunesse
Zsigmond Bubics était un fils de Mihály Bubics et de la noble dame Thanhoffer Anna. Son père était un officier employé par le prince Esterházy. Jeune garçon, Bubics a d'abord étudié à Magyaróvár et Sopron. Puis, à partir de 1841, il suit la théologie à Győr et à Vienne. À Győr, il a été ordonné prêtre le 22 juillet 1844. Ensuite, il a été  nommé à un poste secondaire à Magyaróvár.

### Ministère
À partir de 1846, Bubics termine sa formation au séminaire de Vienne, à l'Augustineum : l'Institut scientifique supérieur des prêtres diocésains de Saint Augustin (Vienne). Après cette étude complémentaire, le prince Esterházy l'a invité à devenir professeur pour l'éducation des fils de sa famille.
Bubics et ses étudiants ont fait plusieurs voyages d'études à l'étranger: en 1853 en Angleterre, puis en Allemagne en 1856, et enfin en Italie où il a étudié la peinture.
En 1867, à Győr, il fut investi de la fonction de représentant du Saint-Siège et en 1871, il devint abbé régulier. En 1879, le prince Esterházy le nomme prévôt dans un centre d'études à Rátót et l'année suivante, il devient recteur du séminaire d'Oradea.
En 1884, il est élu député et finalement il est nommé évêque à Košice le 30 mai 1887. Le pape Léon XIII a confirmé cette nomination le 16 septembre de la même année. Peu de temps après, le 22 novembre, le sacre épiscopal a eu lieu à Oradea (Oradea Mare, Roumanie).
Le consécrateur dirigeant cette cérémonie était Lőrinc Schlauch (évêque d'Oradea Mare), assisté de Mihail Pavel (évêque grec-catholique d'Oradea) et Johann Baptist Nogáll (évêque auxiliaire d'Oradea).
En plus de ses devoirs religieux, Bubics a travaillé pendant plusieurs mois à la Bibliothèque du Musée national et à la Bibliothèque universitaire de Košice, où il s'est concentré sur la peinture de natures mortes, l'organisation d'images et de gravures.

### Décès
Un an et demi avant sa mort, après plus de 62 ans de service, Mgr Zsigmond Bubics a quitté ses fonctions. Il est décédé le 21 mai 1907 et a été enterré dans la cathédrale de Košice, dans la crypte sous la chapelle de la révélation à la Vierge Marie. Sa pierre tombale a été placée contre le mur extérieur. Il a laissé sa collection de photos au Musée de Košice et ses objets d'art au Musée national hongrois.

## Succession apostolique
Zsigmond Bubics a ordonné les évêques suivants :
- Évêque Alexander Dessewffy (hu) (1890)